# 4ocean
4ocean é uma empresa dos Estados Unidos especializada em remover dejetos plásticos dos oceanos e sustentada pela venda de braceletes feitos de material reciclável. A empresa promete remover uma libra de lixo dos oceanos e das costas marítimas para cada bracelete vendido. Garrafas de água e roupas também são vendidos para promover a limpeza. 4ocean opera nos EUA, Bali e Haiti, onde os funcionários removem lixo.

## História
4ocean começou com a iniciativa de Alex Schulze e Andrew Cooper em uma viagem para o Bali, Indonésia. Eles se inspiraram ao testemunharem pescadores retirando montes de plásticos do oceano para abrir caminho de seus barcos na travessia das águas.
4ocean alega que já removeram três milhões de libras de dejetos dos oceanos e costas marítimas desde sua fundação. Em janeiro de 2019, mais de 200 pessoas estavam empregadas na empresa.

## Prêmios
- Prêmio da revista Surfer "Agent of Change Award".[7]
- Nomeados pela lista da Forbes "30 Under 30".[8]
- Nomeados na lista "2019 Creative Class" pela Newsweek.[9]